# Cserényi Mihály
Cserényi Mihály, más írásmóddal Chiereny vagy Chyereny Mihály (Balázsfalva, ? – ?) erdélyi író, énekszerző.
Szinnyei szerint székely származású volt, Nagy Iván viszont a Doboka vármegyei Cserényi család tagjának mondja. Egyik művében balázsfalvinak nevezi magát; személye gyakorlatilag ismeretlen.
Művei:
- Historia az Persiai monarchiabeli feiedelmekröl, tvdni illic Cyrusról, Cambisesröl, Dariusról, Xerxesröl és a többiröl. Röuideden ki szedetet Xenophonból, Herodotusból és töb authorokból. Kolozsvár: Heltai, 1592 (A perzsa királyok történetét elbeszélő Cyrus monda versbe foglalása, Hérodotosz munkájának latin fordítása nyomán. A legterjedelmesebb valamennyi rímes krónikáink között, háromezernél több négyrímű tizenegyesből áll.)
- Unitáriusok elleni művére Enyedi György unitárius püspök írt cáfolatot Responsio ad Michaclis Cserényi de Balázsfalva Assertiones Scholasticas de Sanctissima et Individua Trinitate címen (1593)
- Báthory Istvánt dicsőítő beszéde, Bécs, 1582
- Illyefalvi István, Cserényi Mihály, Csáktornyai Mátyás, Póli István, Beythe István, Baranyai Decsi János, Ceglédi Nyíri János, Munkácsi János és ismeretlen szerzők históriái, Telegdy Kata verses levele, Fortuna sorsvetőkönyv, naptárversek, 1587–1600; sajtó alá rend. Orlovszky Géza; Balassi, Bp., 2004 (Régi magyar költők tára)

## További információ
- Az persiai monarchiabeli fejedelmekről